# Klagebalken

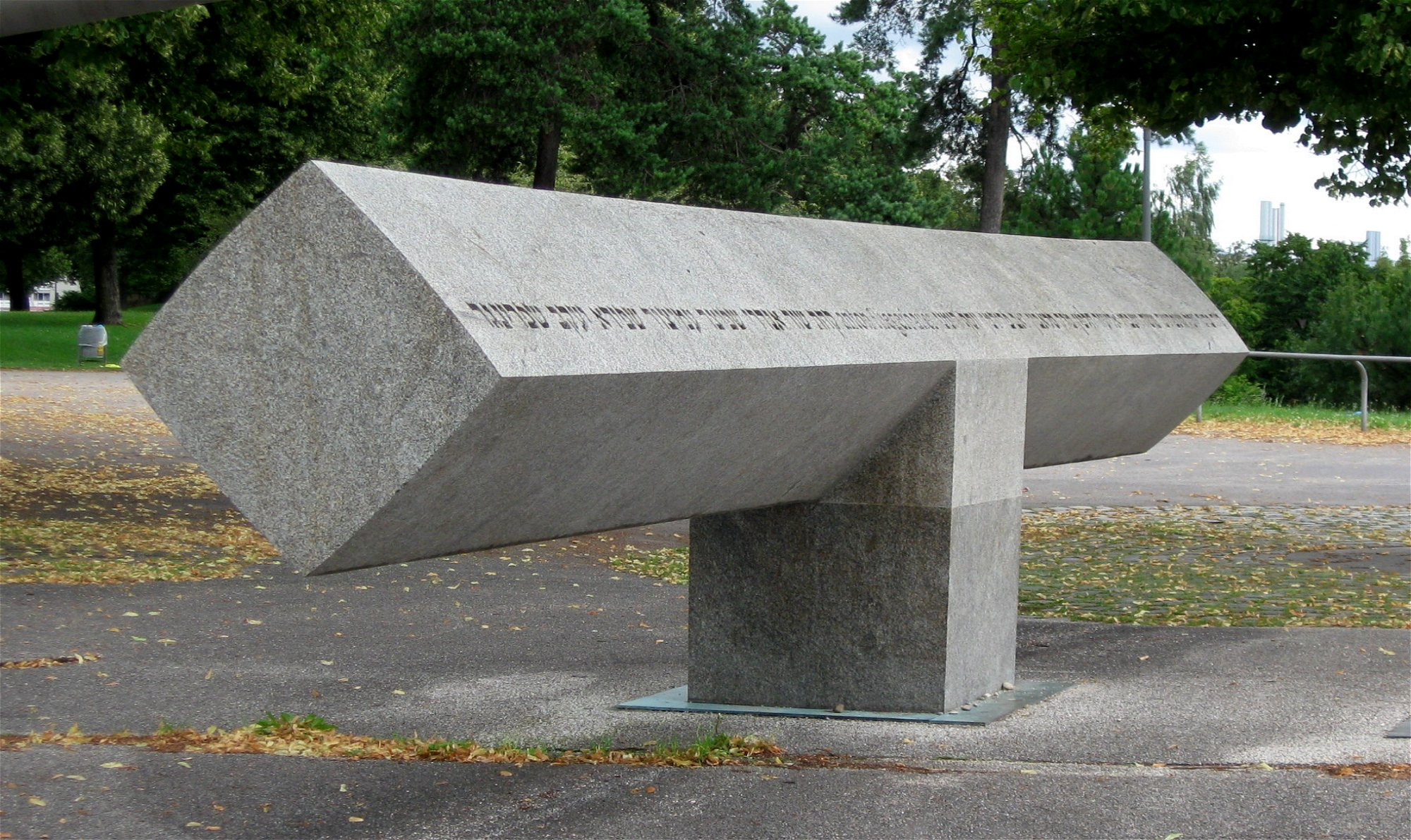
Das Denkmal

Der Klagebalken ist eine Skulptur des deutschen Bildhauers Fritz Koenig (1924–2017) und erinnert an die Opfer des Münchner Olympia-Attentats von 1972. Es wurde am 27. September 1995 im Olympiapark in München enthüllt und befindet sich am Verbindungsweg vom Olympiastadion zum ehemaligen Olympiadorf, und zwar genau dort, wo ein Trägerseil der Zeltdachkonstruktion verankert ist.
Das Mahnmal ist ein zehn Meter breiter Granitbalken, der mittig von einem Sockel getragen wird.

## Eingemeißelte Namen
Auf dem Balken sind in hebräischen Buchstaben die Namen der elf getöteten israelischen Geiseln eingemeißelt:
- David Berger · דוד ברגר
- Yossef Gutfreund · יוסף גוטפרוינד
- Mosche Weinberg · משה ויינברג
- Eliezer Halfin · אליעזר חלפין
- Mark Slavin · מרק סלבין
- Ze'ev Friedman · זאב פרידמן
- Yossef Romano · יוסף רומנו
- Kehat Shorr · קהת שור
- André Spitzer · אנדרי שפיצר
- Amitzur Shapira · עמיצור שפירא
- Yakov Springer · יעקב שפרינגר

und in lateinischen Lettern der Name des bayerischen Polizisten, der beim Befreiungsversuch in Fürstenfeldbruck ums Leben kam:
- Anton Fliegerbauer